# Cazaux-Debat
Cazaux-Debat település Franciaországban, Hautes-Pyrénées megyében. Lakosainak száma 33 fő (2022. január 1.). Cazaux-Debat Jézeau, Arreau, Bareilles, Bordères-Louron, Lançon és Ris községekkel határos.

## Népesség
A település népességének változása:
| Lakosok száma | 22   | 30   | 32   | 32   | 32   | 31   | 31   | 31   | 33   |
|               | 2013 | 2015 | 2016 | 2017 | 2018 | 2019 | 2020 | 2021 | 2022 |